# Pietro II Orseolo
Pietro Orseolo II foi o 26º Doge de Veneza. Governou a República de Veneza de 991 a 1009.
Iniciou o período da expansão oriental de Veneza que duraria a maior parte dos cinco séculos seguintes. Manteve influência nas colónias romanizadas da Dalmácia contra os croatas os narentinos, libertou a Venécia de um imposto já com 50 anos .